# 超幼嫩的小雞們
「超幼嫩的小雞們」（ピョコピョコ ウルトラ）是日本的女子偶像組合早安少女組。的第48张单曲。2012年1月25日由zetima发售。

## 概要
- 「超幼嫩的小雞們」是早安少女組。十期成員飯窪春菜、石田亞佑美、佐藤優樹和工藤遙加入後第一張單曲。
- 「超幼嫩的小雞們」是電視劇「數學♥女子學園」的主題曲
- 此單曲有4個版本，分別有「初回生産限定盤A - C」和「CD ONLY」。「初回生産限定盤A - C」收錄了十期成員的訪問和「超幼嫩的小雞們」的PV。
- 與前作相同，八期成員光井愛佳因腳傷而沒有參與「超幼嫩的小雞們」的PV Dance Shot部份。
- 在2月6日於公信榜单曲週排行榜取得第3位。
- 累計銷量34,050張，是早安少女組。出道以來銷量最低的單曲。

## 收錄内容

### CD（初回生産限定盤A - C, CD ONLY）
1. 超幼嫩的小雞們
（作詞・作曲：淳君 編曲：平田祥一郎）
2. 悲傷的愛歌（悲しき恋のメロディー）
（作詞・作曲：淳君  編曲：大久保薫）
3. 超幼嫩的小雞們(Instrumental)

### DVD

#### 初回生産限定盤A
1. 超幼嫩的小雞們（Dance Shot Ver.）

#### 初回生産限定盤B
1. 超幼嫩的小雞們（Close-up Ver.）
2. 早安少女組。十期成員「飯窪春菜」訪問
3. 早安少女組。十期成員「石田亞佑美」訪問

#### 初回生産限定盤C
1. 超幼嫩的小雞們（Lip Ver.）
2. 早安少女組。十期成員「佐藤優樹」訪問
3. 早安少女組。十期成員「工藤遙」訪問